# Landulfo II de Benevento
Landulfo (o Landolfo) II de Benevento y IV de Capua (?-27 de mayo de 961) apodado el Rojo (en latín: Rufus) fue el tercer príncipe de Capua-Benevento, que reinó del 943 al 961.

## Origen
Landolfo II era el hijo menor del príncipe Landulfo I y de su esposa Gemma de Nápoles.

## Reinado
Landolfo II fue asociado al trono principesco en enero del 943. A la muerte de su padre, pasó a compartir el poder con su hermano mayor Atenolfo III, llamado el de Carinola, que también había reinado junto al padre a partir del 12 de enero del 936. Ese mismo año Atenolfo III desaparece de la documentación, no se sabe si porque murió o porque su hermano lo privó del poder. Ese mismo año o quizá el siguiente, Landolfo asoció al trono a su propio primogénito, Pandulfo (943/944).
Landolfo se coligó con Juan III de Nápoles para apoderarse de Salerno, cuyo joven señor, Gisolfo I, reinaba desde junio del 946; la maniobra fracasó ante la enconada resistencia de los habitantes de la ciudad, que recibieron el auxilio de Amalfi. Las cartas emitidas en Capua dejaron de datarse según los reinados de los príncipes lombardos a partir del reinado de Landulfo y Pandulfo. En Benevento, las actas del período 945-955 mencionan al emperador Constantino VII, señal del vivo recuerdo del vasallaje al Imperio bizantino, mayor en esta ciudad cercana a Apulia y Bari que en Capua. Este período se caracterizó por la persistencia de los combates contra los musulmanes y la larga estancia del abad Aligerne al frente del monasterio de Montecassino (948-985).

## Unión y posteridad
Se cree que Landolfo de Capua-Benevento desposó a María, hija de Docibilis II de Gaeta Sin embargo, según la hipótesis de Christian Settipani, la esposa, que murió antes del 954, era hija de Sergio I, prefecto de Amalfi († 967), con la que tuvo dos hijos: Pandolfo Cabeza de Hierro († 981) y Landolfo III († 968/969).